# Religia w Belgii

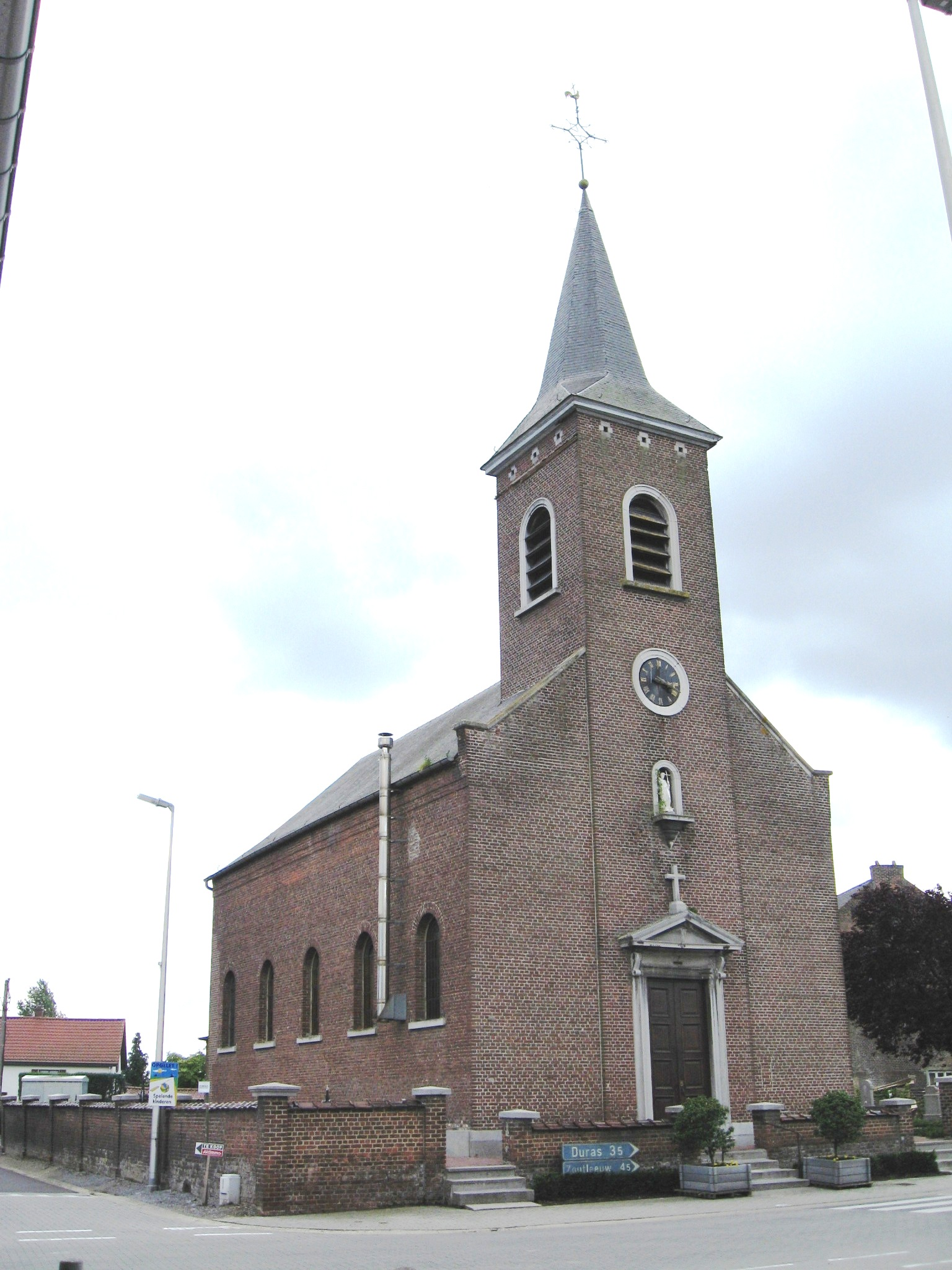
Kościół św. Jana Chrzciciela w Binderveld

Według badań Pew Forum w 2010 roku religia w Belgii tworzona jest głównie przez katolicyzm (62%), islam (5,9%), protestantyzm (1,4%), prawosławie (0,5%), judaizm (0,3%) i buddyzm (0,2%). Bezwyznaniowi stanowią 29% ludności i 0,7% wyznaje inne religie.
Tradycyjnie społeczeństwo Belgii jest społeczeństwem katolickim, jednak w ostatnich kilku dekadach zaobserwowany jest bardzo wyraźny spadek udziału katolików w społeczeństwie. Według najnowszych danych sondażu przeprowadzonego przez radio RTBF, 50% społeczeństwa stanowią katolicy, 8% wyznawcy innych religii, a 42% utożsamia się z ateizmem. Ponadto większość belgijskich katolików to osoby niepraktykujące i mające luźny związek z Kościołem – regularnie w praktykach religijnych bierze udział zaledwie 3% wyznawców katolicyzmu.
Według najnowszego sondażu Eurobarometru z 2010 roku odpowiedzi mieszkańców Belgii na pytania w sprawie wiary były następujące:
- 37% – „Wierzę w istnienie Boga”,
- 31% – „Wierzę w istnienie pewnego rodzaju ducha lub siły życiowej”,
- 27% – „Nie wierzę w żaden rodzaj ducha, Boga lub siły życiowej”,
- 5% – „Nie wiem”.

## Chrześcijaństwo
Największymi kierunkami chrześcijańskimi w Belgii są: katolicyzm (62% populacji), następnie protestantyzm (1,4%) i prawosławie (0,5%). Jest także niewielka liczba Świadków Jehowy (0,3%). Według danych na 2009 rok, frekwencja wynosiła 5,4% uczestniczących na mszy, w porównaniu 11,2% w 1998 roku. Pomimo 6% spadku frekwencji kościoła z 11 do 5% w ciągu 9 lat, katolicyzm pozostaje główną siłą społeczeństwa belgijskiego. Największe grupy protestanckie stanowią: luteranie, kalwini, zielonoświątkowcy, ewangeliczni i anglikanie. W Belgii istnieje także Kościół Prawosławny który liczy ok. 50 000 wiernych.

## Islam
Według różnych szacunków w Belgii zamieszkuje od 600 000 do 900 000 wyznawców islamu, największą grupę ok. 265 000 stanowią imigranci z Maroka, następnie z Turcji. Istnieje ponad 300 meczetów w kraju. Muzułmanie obejmują 25,5% populacji Brukseli, 4,0% w Walonii i 3,9% Flandrii. Większość belgijskich muzułmanów mieszka w dużych miastach, takich jak: Antwerpia, Bruksela i Charleroi.

## Buddyzm
Około 30 000 społeczeństwa identyfikuje się jako buddyści, w tym 10 000 z belgijskim obywatelstwem.

## Dane statystyczne

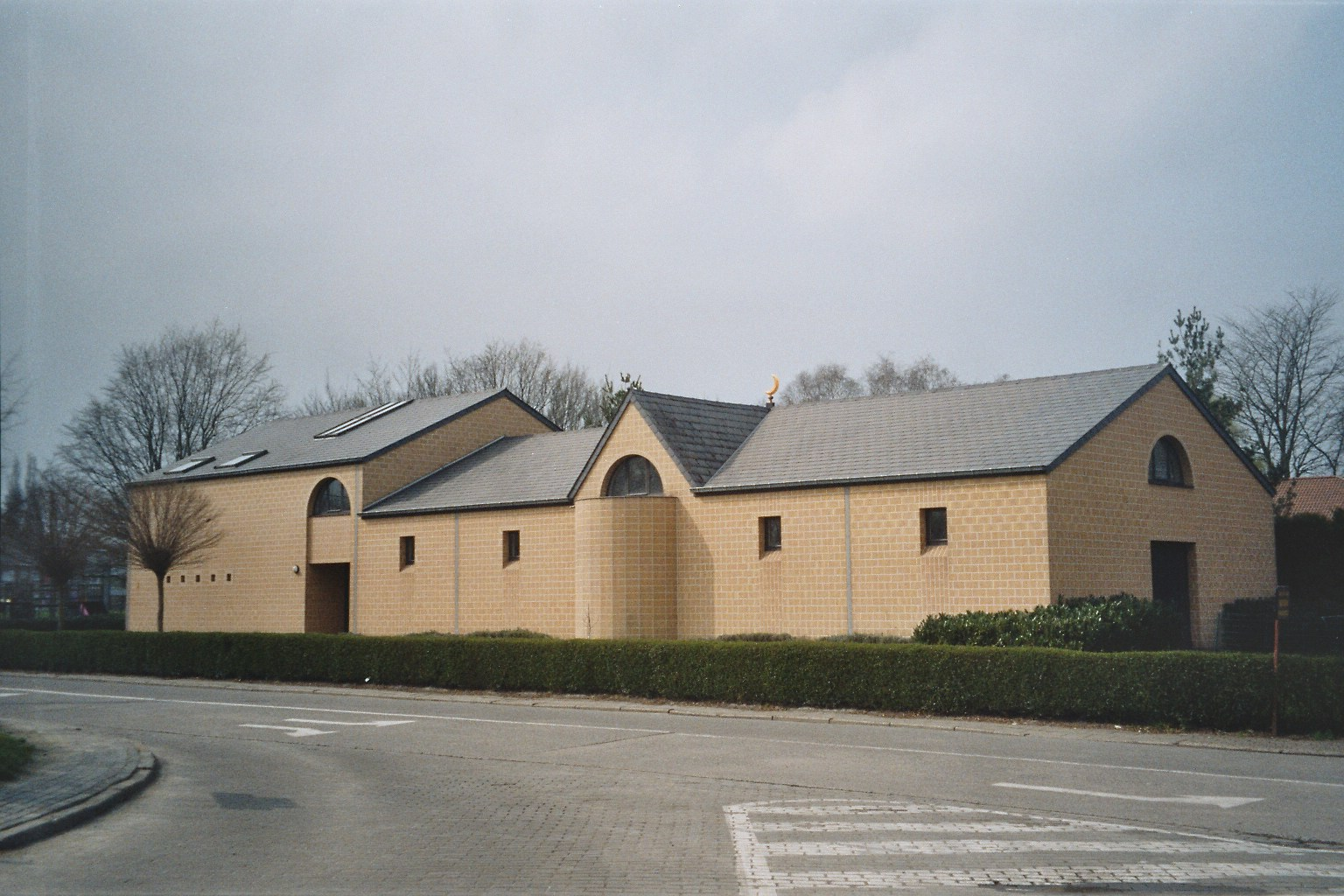
Meczet w Lebbeke

| Religie/Kościoły    | Liczba wiernych | Procent ludności | Źródło                             |
| ------------------- | --------------- | ---------------- | ---------------------------------- |
| Kościół katolicki   | 6 640 000       | 62,0%            | Pew Forum, 2010                    |
| Islam               | 630 000         | 5,9%             | Pew Forum, 2010                    |
| Protestantyzm       | 150 000         | 1,4%             | Pew Forum, 2010                    |
| Kościół Prawosławny | 50 000          | 0,5%             | Pew Forum, 2010                    |
| Buddyzm             | 30 000          | 0,3%             | Pew Forum, 2010                    |
| Judaizm             | 29 500          | 0,3%             | World Jewish Population, 2016      |
| Świadkowie Jehowy   | 25 970          | 0,22%            | Sprawozdanie Świadków Jehowy, 2022 |
| Religie naturalne   | 20 000          | 0,2%             | Pew Forum, 2010                    |
| Mormoni             | 6585            | 0,06%            | LDS, 2019                          |
| Hinduizm            | 6500            | 0,06%            | U.S. State Department, 2006        |
| Sikhizm             | 3000            | 0,03%            | U.S. State Department, 2006        |
| Bahaizm             | 2704            | 0,02%            | World Christian Database, 2005     |